# ديفيد فيري (شاعر)
ديفيد فيري (بالإنجليزية: David Ferry)‏ هو شاعر أمريكي، ولد في 1924 في أورانج ‏ في الولايات المتحدة.